# Winner (zespół muzyczny)
Winner (hangul: 위너, zapis stylizowany: WINNER) – południowokoreański boysband założony przez YG Entertainment. Grupa składa się z czterech członków: Jinwoo, Seunghoon, Mino i Seungyoon, pierwotnie była to grupa pięcioosobowa (z Taehyunem, który odszedł z grupy w listopadzie 2016 roku).
Zespół został złożony poprzez południowokoreański survival show WIN: Who Is Next stacji Mnet w 2014 roku, w którym rywalizowali jako drużyna A ze stażystami z YG Entertainment. W ostatnim odcinku programu nazwa „Winner” została przyznana drużynie A po tym, jak wygrali wszystkie trzy rundy publicznego głosowania.
Zadebiutowali 12 sierpnia 2014 roku wydając album 2014 S/S, a 10 września zadebiutowali na japońskim rynku muzycznym.

## Historia

### Przed debiutem
W 2010 roku lider grupy, Kang Seung-yoon, był uczestnikiem programu typu talent show Superstar K2, ostatecznie zajmując czwarte miejsce. W następnym roku podpisał kontrakt z YG Entertainment i zadebiutował w komedii High Kick! Jjalb-eun dariui yeokseup. W roku 2013 zadebiutował jako solista i wydał kilka utworów, m.in. "It Rains".
W 2012 roku Lee Seung-hoon również był uczestnikiem programu typu talent show – K-pop Star 1. Zajął czwarte miejsce i został zrekrutowany przez Yang Hyun-suka, a 16 maja podpisał kontrakt z YG Entertainment.
Song Min-ho rozpoczął karierę muzyczną jako undergroundowy raper pod pseudonimem „Mino”, współpracując z innymi raperami, takimi jak Zico, Kyungiem i P.O z Block B, a także Taewoonem z SPEED. Mino miał początkowo zadebiutować w Block B, ale opuścił grupę przed debiutem z przyczyn osobistych. W 2011 roku zadebiutował w zespole BoM firmy Y2Y Contents Company, która dwa lata później została rozwiązana. W 2013 roku dołączył do YG Entertainment w wyniku przesłuchania, po tym jak dostrzeżono jego rolę aktorską w serialu The Strongest K-POP Survival z 2012 roku emitowanym na Channel A.
Kim Jin-woo, przed dołączeniem do YG, uczęszczał do Joy Dance Plug In Music Academy, gdzie został zauważony przez Seungriego z Big Bangu i przyprowadzony do agencji. Został stażystą YG Entertainment w 2010 roku.

### 2013–2014:WIN: Who Is Nexti debiut z2014 S/S
W programie WIN: Who Is Next stacji Mnet pięciu stażystów z "Team A" konkurowało z grupą "Team B". Podczas ostatniego odcinka 25 października 2013 roku ogłoszono, że grupa wygrała konkurs i zadebiutuje jako „Winner”. Grupa nagrała cztery piosenki i wystąpiła jako "opening act" zespołu Big Bang podczas ich trasy Japan Dome Tour. 9 listopada członkowie zespołu Winner wystąpili jako tancerze w teledysku Taeyanga "Ringa Linga". Od 13 grudnia Winner pojawili się we własnym programie telewizyjnym Winner TV, który został wyemitował na kanale Mnet.
W okresie od czerwca do sierpnia 2014 roku członkowie grupy zostali ponownie zaprezentowani publicznie w oczekiwaniu na oficjalny debiut grupy, dzięki serii zwiastunów filmowych i zdjęciowych.
Pierwszy showcase Winner odbył się 6 sierpnia, a debiutancki album studyjny, 2014 S/S, ukazał się cyfrowo 12 sierpnia roku i fizycznie 14 sierpnia. W dniu debiutu zespołu akcje YG Entertainment wzrosły o 6,57%, jako znak zaufania inwestorów w debiut grupy. Ich pierwszy występ w programie muzycznym Inkigayo odbył się 17 sierpnia i zostali pierwszą grupą męską, która wygrała w programie muzycznym M Countdown podczas „debut stage”. Nazwa oficjalnego fanklubu to „Inner Circle”. Po wydaniu albumu, na YouTube zostały wydane dwa teledyski głównych singli „Color Ring” (kor. 컬러링) i „Empty” (kor. 공허해), a album znalazł się na pierwszym miejscu na listy Billboard World Albums Albums. 30 sierpnia ukazał się teledysk do solowego utworu Mino z płyty – „I'm Him” (kor. 걔 세), z gościnnymi występami pozostałych członków.
10 września ukazał się pierwszy japoński album 2014 S/S -Japan Collection-, grupa rozpoczęła promocję płyty i 11 września udała się w swoją pierwszą japońską solową trasę koncertową. Grupa z powodzeniem zakończyła tournée w Tokio 11 października, łącznie gromadząc na swoich koncertach 25 tys. fanów. 9 grudnia 2014 roku Fuse opublikowało listę 13 Top Breakout Artists z 2014 roku, Winner zajęli 11. miejsce i byli jedynym artystą z Korei Południowej. 17 grudnia Dazed Digital opublikowało listę 20 najlepszych piosenek K-popowych 2014 roku, Winner zajęli 10 miejsce z „Color Ring”.

### 2015–2016: Aktywności solowe,EXIT: Ei odejście Taehyuna
W 2015 roku grupa udała się na przerwę, podczas gdy członkowie realizowali solowe przedsięwzięcia. Taehyun został obsadzony w kilku rolach aktorskich, m.in. w serialu internetowym Midnight's Girl (kor. 0시의 그녀) stacji MBC, serialu Sim-yasikdang stacji SBS oraz wspólnej chińsko-koreańskiej produkcji geom-eun dalbich araeseo. Seungyoon powrócił do aktorstwa w serialu internetowym We Broke Up (kor. 우리 헤어졌어요) produkcji CJ E&M, który zdobył ponad 16 milionów wyświetleń. Jinwoo zagrał w chińsko-koreańskim serialu Mabeop-ui handphone, podczas gdy Mino wziął udział w czwartym sezonie programu Show Me the Money Mnetu i zajął drugie miejsce. Wiele z jego cyfrowych wydawnictw z programu odniosła komercyjny sukces, w tym piosenka "Fear" (kor. 겁) z Taeyangiem, która stała się najczęściej pobieranym singlem z ponad milionową sprzedażą. W grudniu ogłoszono, że grupa wróci z przerwy z nowym wydawnictwem w 2016 roku, a comeback obejmowałby pięć projektów wydawniczych.
Pierwszym wydawnictwem zespołu w 2016 roku był utwór „Pricked” nagrany w duecie przez Mino i Taehyuna. Mimo że piosenka nie była promowana, znalazła się na drugim miejscu w rankingu MelOn i pierwszym – iTunes w dziewięciu krajach (m.in. w Singapurze, Tajlandii i Brunei. Przed oficjalnym comebackiem grupy ukazywały się liczne covery muzyczne jako zapowiedzi, z gościnnym udziałem takich artystów jak Lee Hi, Zion.T, Epik High, Taeyang i G-Dragon. Minialbum zatytułowany EXIT : E ukazał się 1 lutego, 18 miesięcy po debiucie jako część serii „Exit Movement”. Głównymi singlami z płyty były „Baby Baby” i „Sentimental” (kor. 센치해). W kwietniu Winner pojawili się w programie rozrywkowym Half-Moon Friends stacji JTBC, a we wrześniu Mino zadebiutował w hip-hopowym duecie MOBB, razem z Bobbym z zespołu iKON.
12 października YG Entertainment ogłosiło, że Taehyun będzie musiał przerwać aktywności w zespole i że reszta serii „Exit Movement” została wstrzymana na czas nieokreślony. 25 listopada wytwórnia poinformowała o odejściu Taehyuna z grupy. Winner kontynuowali aktywności grupowe w czteroosobowym składzie, bez dodawania nowych członków.

### 2017–2018:Fate Number For,Our Twenty For, japońska trasa iEVERYD4Y
17 marca 2017 roku YG Entertainment zapowiedziało comeback zespołu na 4 kwietnia z singlem Fate Number For, na którym znalazły się piosenki „Really Really” oraz „Fool”. Japońska wersja singla ukazała się 31 maja.
24 lipca YG Entertainment zapowiedziało nowy singel Our Twenty For grupy, który ukazał się 4 sierpnia. Na singlu znalazły się dwie piosenki „Love Me Love Me” i „Island”.
5 października Winner zapowiedzieli czwartą japońską trasę koncertową na luty 2018 roku. Wraz z ostatnim tygodniem grudnia 2017 roku utwór „Really Really” osiągnął 100 077 902 streamów. W ciągu 39 tygodni od premiery piosenka była notowana na cotygodniowej liście Gaon Streaming Chart nie spadając poniżej Top 100. Winner zostali pierwszą męską grupą idoli, która przekroczyła 100 milionów streamów zachowując status „chart-in” i jedyną grupą idoli w 2017 roku, którzy tego dokonali.
7 lutego 2018 roku ukazała się japońska wersja singla Our Twenty For. 10 lutego rozpoczęła się czwarta japońska trasa koncertowa grupy, pt. Winner Japan Tour 2018 ~We’ll always be young~.
15 marca YG Entertainment zapowiedziało premierę drugiego albumu studyjnego EVERYD4Y na 4 kwietnia. W dniu premiery płyty ukazał się też teledysk do głównego singla – „EVERYDAY”.
3 maja Winner zapowiedzieli prywatny koncert WWIC 2018. Impreza odbyła się w hali olimpijskiej w Seulu, 2 występy odbyły się o 13.00 i 18.00 (KST) 17 czerwca 2018 roku. 4 lipca ogłoszono pierwszą światową trasę zespołu, EVERYWHERE. Trasa rozpoczęła się 19 sierpnia koncertem w Seulu, w Korei Południowej, grupa wystąpi w Tajpej, Kuala Lumpur, Bangkoku, Singapurze, Manili, Dżakarcie, Hongkongu i wielu innych miejscach. 14 listopada YG Entertainment ogłosiło przedłużenie trasy EVERYWHERE o koncerty w Ameryce Północnej na początku 2019 roku. Winner zagrają sześć koncertów, zaczynając od Seattle 15 stycznia, po Toronto 27 stycznia. Inne przystanki w Stanach Zjednoczonych obejmują San Francisco, Los Angeles, Dallas, Chicago i Nowy Jork.
W grudniu 2018 roku potwierdzono, że Winner powrócą z kolejnym wydawnictwem. Nowa nadchodząca piosenka została wydana przed premierą trzeciego albumu studyjnego. Później ujawniono tytuł singla – „Millions” – został napisany przez Seungyoona, Mino i Seunghoona, a muzykę skomponował Seungyoon, Kang Ukjin i Diggy. Cyfrowy singel „Millions” i jego teledysk zostały oficjalnie wydane 19 grudnia o godz. 18:00 KST, a jego wersja fizyczna singla ukazała się 24 grudnia. Piosenka znalazła się na szczycie rankingów 7 głównych koreańskich platform muzycznych oraz iTunes Song Charts w 19 różnych regionach. Piosenka została zaprezentowana po raz pierwszy w programie Show! Music Core 22 grudnia.

### Od 2019:WeorazCross
15 maja 2019 roku ukazał się drugi minialbum zespołu, pt. We. W dniu premiery płyty ukazał się też teledysk do głównego singla – „Ah Yeah” (kor. AH YEAH (아예)). Singel został pozytywnie oceniony przez publiczność za tekst. Ostatecznie znalazł się na drugim miejscu na Gaon Chart, podczas gdy minialbum zajął miejsce pierwsze, sprzedając się w liczbie ponad 129 tys. fizycznych kopii. Winner wykonali „Ah Yeah” po raz pierwszy w programie Show! Music Core 18 maja. 29 czerwca grupa zorganizowała koncerty WWIC 2019 – odbyły się dwa razy w ciągu tego samego dnia w Jang Chung Gymnasium w Seulu. 3 lipca Winner rozpoczęli trasę koncertową po Japonii, zaczynając od koncertu w Nakano Sun Plaza w Tokio, a kończąc 16 września w Marine Messe w Fukuoce. Trasa przyciągnęła ogółem 50 tys. fanów w ośmiu miastach. 14 sierpnia Kim Jin-woo został trzecim członkiem Winner, który wydał solowy materiał po Kang Seung-yoonie i Mino. Kim wydał singel Jyd's Heyday z głównym utworem „Call Anytime” (kor. 또또또), w którym wystąpił też Mino. 
Winner wydali swój trzeci minialbum Cross z singlem „Soso” 23 października przed rozpoczęciem trasy Cross Tour. Ich azjatycka trasa rozpoczęła się 26 października koncertem w Seulu i trwała do lutego 2020 roku, odwiedzili 9 miast w Azji. Później ujawniono, że ich przystanek w Singapurze został odwołany z powodu niedawnego wybuchu koronawirusa.

### 2020:Remember
26 marca 2020 grupa wydała piosenkę „Hold”, która promowała trzeci album studyjny Winner, pt. Remember. Premiera krążka odbyła się 9 kwietnia. 27 marca YG Entertainment potwierdziło, że najstarszy członek zespołu, Jinwoo, 2 kwietnia rozpocznie obowiązkową służbę wojskową, tym samym tymczasowo wstrzymując wszystkie działania w zespołu, do czasu zakończenia służby przez wszystkich członków. Seunghoon został drugim członkiem Winner, który rozpoczął służbę wojskową (16 kwietnia)
W sierpniu 2021 roku wszyscy członkowie Winner przedłużyli swoje umowy z YG Entertainment na kolejne pięć lat.

## Członkowie

### Obecni
| Pseudonim   | Pseudonim | Prawdziwe imię  | Prawdziwe imię | Data urodzenia        | Pozycja                          |
| Latynizacja | Hangul    | Latynizacja     | Hangul         | Data urodzenia        | Pozycja                          |
| ----------- | --------- | --------------- | -------------- | --------------------- | -------------------------------- |
| Seungyoon   | 승윤      | Kang Seung-yoon | 강승윤         | 21 stycznia 1994(dts) | lider, główny wokal, maknae      |
| Jinwoo      | 진우      | Kim Jin-woo     | 김진우         | 26 września 1991(dts) | prowadzący wokal                 |
| Seunghoon   | 승훈      | Lee Seung-hoon  | 이승훈         | 11 stycznia 1992(dts) | prowadzący raper, główny tancerz |
| Mino        | 민호      | Song Min-ho     | 송민호         | 30 marca 1993(dts)    | główny raper                     |

### Byli
| Pseudonim   | Pseudonim | Prawdziwe imię | Prawdziwe imię | Data urodzenia    | Okres aktywności                     |
| Latynizacja | Hangul    | Latynizacja    | Hangul         | Data urodzenia    | Okres aktywności                     |
| ----------- | --------- | -------------- | -------------- | ----------------- | ------------------------------------ |
| Taehyun     | 태현      | Nam Tae-hyun   | 남태현         | 10 maja 1994(dts) | 12 sierpnia 2014 – 25 listopada 2016 |

## Dyskografia

### Albumy studyjne
| Rok                                            | Informacje                                                                                             | Najwyższa pozycja | Najwyższa pozycja | Najwyższa pozycja | Sprzedaż                       |
| Rok                                            | Informacje                                                                                             | KOR               | JPN               | US World Album    | Sprzedaż                       |
| Koreańskie                                     | Koreańskie                                                                                             | Koreańskie        | Koreańskie        | Koreańskie        | Koreańskie                     |
| ---------------------------------------------- | --- | ----------------- | ----------------- | ----------------- | ------------------------------ |
| 2014                                           | 2014 S/S - Wydany: 12 sierpnia 2014 - Wytwórnia: YG Entertainment, YGEX - Format: CD, digital download | 1                 | 2                 | 1                 | - KOR: 89 840+ - US: 1000+     |
| 2018                                           | EVERYD4Y - Wydany: 8 kwietnia 2018 - Wytwórnia: YG Entertainment, YGEX - Format: CD, digital download  | 1                 | 5                 | 6                 | - KOR: 121 062+ - JPN: 35 819+ |
| 2020                                           | Remember - Wydany: 9 kwietnia 2020 - Wytwórnia: YG Entertainment - Format: CD, digital download        | 3                 |                   | –                 | - KOR: 113 346+                |
| Japońskie                                      | |                   |                   |                   |                                |
| 2018                                           | Our Twenty For - Wydany: 7 lutego 2018 - Wytwórnia: YGEX - Format: CD, digital download                | —                 | 5                 | —                 | - JPN: 24 009+                 |
| "–" oznacza, że wydawnictwo nie było notowane. | |                   |                   |                   |                                |

### Minialbumy
| 2016                                           | EXIT : E - Wydany: 1 lutego 2016 - Wytwórnia: YG Entertainment - Format: CD, digital download     | 1 | –   | 63 | 2  | - KOR: 80 142+                  |
| 2019                                           | We - Wydany: 15 maja 2019 - Wytwórnia: YG Entertainment - Format: CD, digital download            | 1 | 109 | 4  | 6  | - KOR: 129 783+ - CHN: 133 563+ |
| 2019                                           | Cross - Wydany: 23 października 2019 - Wytwórnia: YG Entertainment - Format: CD, digital download | 4 | 128 | 85 | 12 | - KOR: 106 537+ - JPN: 1341+    |
| 2022                                           | Holiday - Wydany: 5 lipca 2022 - Wytwórnia: YG Entertainment - Format: CD, digital download       | 5 | –   | 49 | –  | - KOR: 200 246+ - JPN: 1944+    |
| "–" oznacza, że wydawnictwo nie było notowane. |                                                                                                   |   |     |    |    |                                 |

### Dyskografia koreańska
Single CD
- Fate Number For (2017)
- Our Twenty For (2017)
- Millions (2018)

### Dyskografia japońska
Single
- FATE NUMBER FOR (REALLY REALLY/FOOL) (2017)

## Trasy koncertowe
- Winner 2014 Zepp Tour in Japan
- Winner Japan Tour 2015
- Winner 2016 EXIT Tour